# 1er régiment de chasseurs (royaume de Hollande)
Pour les articles homonymes, voir 1er régiment.
« 3e régiment de chasseurs (Royaume de Hollande) » redirige ici. Pour les articles homonymes, voir 3e régiment.
Le 1er régiment de chasseurs (ou 1er régiment de Jäger) est une unité militaire de la République batave puis du royaume de Hollande, créée en 1805 et devenue en 1810 33e régiment d'infanterie légère français.

## Création et différentes dénominations
- 1805 : formation du 2e régiment d'infanterie légère par amalgame des 3e et 4e bataillons de chasseurs (Jäger)
- 1806 : renommé 2e régiment de chasseurs (néerlandais : 2de Regiment Jagers)
- 1806 : renommé 3e régiment de chasseurs (néerlandais : 3de Regiment Jagers)
- 1807 : renommé 2e régiment de chasseurs
- 1809 : renommé 1er régiment de chasseurs (néerlandais : 1ste Regiment Jagers)
- 1810 : devient 33e régiment d'infanterie légère

## Chefs de corps
- 1810 : Henri Jean Baptiste de Marguerye

## Historique des opérations
Le régiment est créé en 1805. En août, son 2e bataillon fait partie de la division batave de l'armée du général Marmont engagée en Allemagne. Il rejoint en décembre la 2e brigade de la division batave de l'armée du Nord commandée par le prince Louis Bonaparte.
Le régiment est transformé en 2e régiment de chasseurs en 1806 puis prend le numéro 3 lorsque le régiment de chasseurs de la Garde royale est créé (l'ancien 1er régiment devenant no 2). Le 1er bataillon du régiment est rattaché à la 3e division royale hollandaise qui rejoint en novembre 1806 le VIIIe corps de l'armée du Nord (général Mortier). Le régiment forme l'avant-garde du corps d'armée royal hollandais engagé dans la campagne de Poméranie en avril 1807.

## Drapeau
Les deux bataillons du régiment reçoivent le 22 mars 1807 un drapeau chacun. Comme les autres régiments hollandais, il s'agit d'un drapeau inspiré de celui des aigles françaises, avec des triangles rouge et bleu sur les angles, un losange blanc sur la pointe au centre et au milieu de ce losange le lion héraldique hollandais et la dédicace royale.

## Uniformes
En 1805, l'uniforme des chasseurs est vert foncé et le 2e régiment d'infanterie légère reçoit la couleur distinctive bleu clair. La coiffure, commune à toute l'infanterie, est un bicorne noir uni. Les chasseurs portent après 1806 un shako avec le numéro de régiment en blanc. Les documents d'époque montrent plusieurs couleurs distinctives pour le 3e régiment : rouge et violet, rose ou jaune.